# Club Atlético Central Córdoba (Rosário)
Club Atlético Central Córdoba, conhecido popularmente como Central Córdoba, é um clube de futebol argentino com sede na cidade de Rosário (Santa Fé), fundado em 20 de outubro de 1906.

## História

### Origem
O clube foi fundado por um grupo de trabalhadores ferroviários rosarinos, que inclusive, colocaram no novo clube o mesmo nome da empresa em que trabalhavam: The Cordoba and Rosario Rallway A.C.. Não existe documentos que atestem com certeza a data da fundação do The Cordoba and Rosario Rallway A.C., pois, entre os papéis que foram arquivados na secretaria do atual Club Atlético Central Córdoba de Rosario figura apenas a primeira ata, datada de 20 de outubro de 1906, dia da legalização da entidade. No entanto, há documentos que atestam que em 30 de março de 1905 foi fundada a Liga Rosarina de Fútbol (atual Asociación Rosarina de Fútbol), e em 20 de abril do mesmo ano, o The Córdoba Hand Rosario Rallway A. C. solicitou sua afiliação na entidade para competir na Copa Nicasio Vila. Estes documentos indicam que o atual Central Córdoba de Rosario havia nascido antes da data que figura em sua primeira ata.

### Mudança de nome
Em 15 de outubro de 1914, o clube mudou seu nome de The Cordoba and Rosario Rallway A.C. para Club Atlético Ferrocarril Central Córdoba, e por fim, para Club Atlético Central Córdoba, seu atual nome.

### Campeonato Argentino de Futebol
O Central Córdoba afiliou-se à Associação do Futebol Argentino (AFA) em 1943 para a disputa da Primera B, que equivalia à segunda divisão do futebol argentino. Foi campeão da Primera C de 1952, terceira divisão, e retornou para a Primera B depois de uma ausência de 3 temporadas.[carece de fontes?]
Em 30 de novembro de 1957, o Central Córdoba conquistou o título mais importante da sua história: venceu a Primera B e subiu pela primeira vez para a Primera División, principal divisão do futebol argentino. Só que o sonhou durou pouco tempo, após duas temporadas na principal divisão do país, o clube foi rebaixado para a Primera B com um amargo último lugar no campeonato da Primera División de 1959.
Além destes feitos, o clube também faturou o campeonato da Primera División C de 1973, o Torneo Octogonal da Primera C de 1982, Primera División C de 1987–88, a Primera B Metropolitana de 1990–91 e por fim, o Torneo Reducido da Primera C de 2011–12.

## Dados do clube

### Cronologia no Campeonato Argentino de Futebol
| Período                 | Campeonato                            | Divisão  | Associação | Ref.  |
| ----------------------- | ------------------------------------- | -------- | ---------- | ----- |
| 1943 — 1949             | Segunda División/Primera B            | Segunda  | AFA        | [ 4 ] |
| 1950 — 1952             | Segunda División de Ascenso           | Terceira | AFA        | [ 4 ] |
| 1953 — 1957             | Primera B                             | Segunda  | AFA        | [ 4 ] |
| 1958 — 1959             | Primera División                      | Primeira | AFA        | [ 4 ] |
| 1960 — 1967             | Primera B                             | Segunda  | AFA        | [ 4 ] |
| 1968 — 1973             | Primera División C                    | Terceira | AFA        | [ 4 ] |
| 1974 — 1977             | Primera B                             | Segunda  | AFA        | [ 4 ] |
| 1978 — 1982             | Primera División C                    | Terceira | AFA        | [ 4 ] |
| 1983                    | Primera B                             | Segunda  | AFA        | [ 4 ] |
| 1984 — Apertura de 1986 | Primera División C                    | Terceira | AFA        | [ 4 ] |
| 1986–87 — 1987–88       | Primera División C                    | Quarta   | AFA        | [ 4 ] |
| 1988–89 — 1990–91       | Primera B (Metropolitana)             | Terceira | AFA        | [ 4 ] |
| 1991–92 — 2001–02       | Primera Nacional B/Primera B Nacional | Segunda  | AFA        | [ 4 ] |
| 2002–03 — 2009–10       | Primera B (Metropolitana)             | Terceira | AFA        | [ 4 ] |
| 2010–11 — 2011–12       | Primera División C                    | Quarta   | AFA        | [ 4 ] |
| 2012–13                 | Primera B (Metropolitana)             | Terceira | AFA        | [ 4 ] |
| Desde 2013–14           | Primera División C                    | Quarta   | AFA        | [ 4 ] |

## Títulos

### Torneios nacionais
- Primera División B (1): 1957
- Primera B Metropolitana (1): 1990–91
- Primera C (4): 1952, 1973, 1982 e 1987–88